# Chim cánh cụt mắt vàng
Chim cánh cụt mắt vàng (Megadyptes antipodes) hay hoiho là một loài chim cánh cụt bản địa New Zealand. Trước đây được cho là có quan hệ gần với chim cánh cụt nhỏ (Eudyptula minor), nghiên cứu phân tử cho thấy cánh cụt mắt vàng có quan hệ gần với các loài trong chi Eudyptes. Giống hầu hết các loài chim cánh cụt khác, chúng là động vật ăn cá.
Loài này sinh sản ở vùng ven biển đông và đông nam Đảo Nam của New Zealand, cũng như ở đảo Stewart, quần đảo Auckland, và quần đảo Campbell. Bán đảo Otago là nơi du khách thường đến để ngắm chim cánh cụt mắt vàng ở khoảng cách gần.
Đến đảo Nam New Zealand, số lượng loài này giảm đáng kể trong 20 năm qua. Trên bán đảo Otago, số cá thể đã giảm 75% so với giữa thập niên 1990, sự tuyệt chủng cục bộ có thể xảy ra trong vòng 20-40 năm tới. Ảnh hưởng của sự tăng nhiệt độ đại dương vẫn đang được nghiên cứu, và một trận dịch nổ ra giữa thập niên 2000 cũng tác động mạnh đến chúng. Hoạt động con người trên biển (đánh bắt cá, gây ô nhiễm) cũng làm ảnh hưởng ngang nếu không lớn hơn những nguyên nhân trên.

## Phân loại
Chim cánh cụt mắt vàng là loài duy nhất trong chi Megadyptes. (một loài nhỏ hơn, đã tuyệt chủng, M. waitaha, được phát hiện năm 2008). Trước đây được cho là có quan hệ gần với chim cánh cụt nhỏ (Eudyptula minor), nghiên cứu phân tử cho thấy cánh cụt mắt vàng có quan hệ gần với các loài trong chi Eudyptes. Bằng chứng ty thể và DNA nhân tế bào đề xuất rằng chúng tách khỏi tổ tiên chi Eudyptes chừng 15 triệu năm trước.
Loài này được Jacques Bernard Hombron và Honoré Jacquinot mô tả năm 1841. Tên tiếng Māori là hoiho.